# Медінген (Баварія)
Медінген (нім. Mödingen) — громада в Німеччині, знаходиться в землі Баварія. Підпорядковується адміністративному округу Швабія. Входить до складу району Діллінген. Складова частина об'єднання громад Віттіслінген.
Площа — 23,37 км2. Населення становить 1367 ос. (станом на 31 грудня 2020).